# Piffero

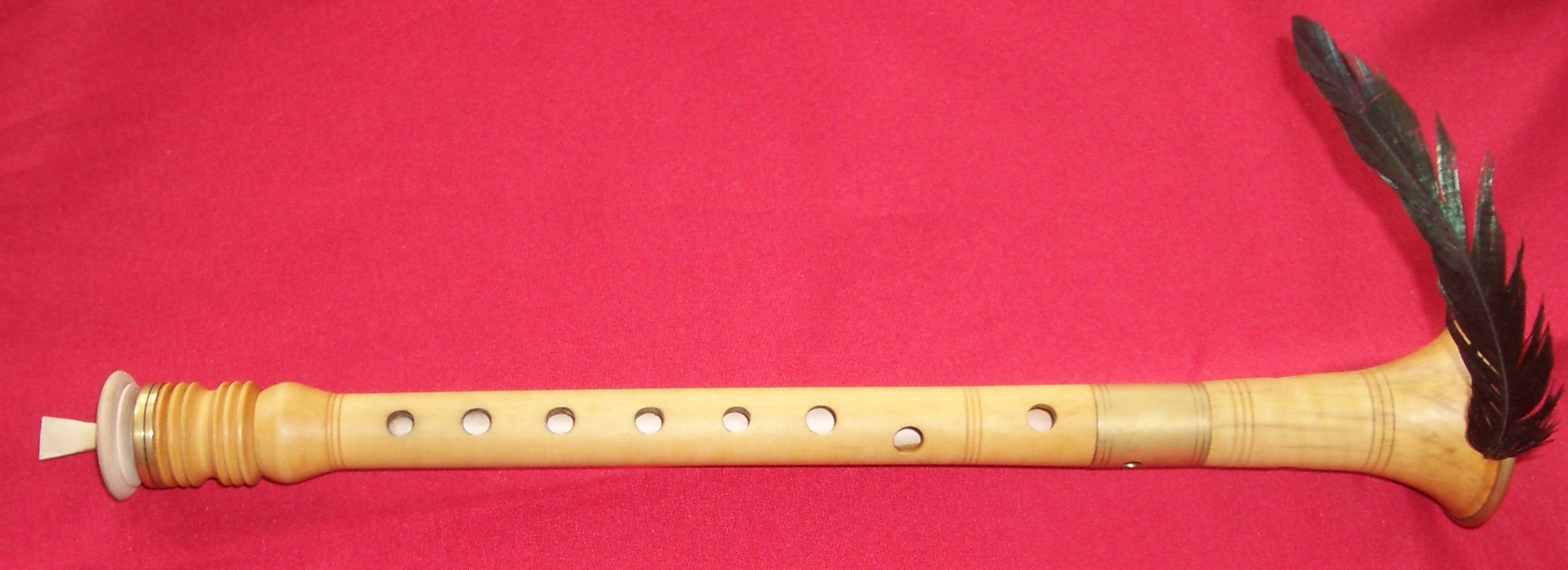
Piffero mit Hahnenschwanzfeder

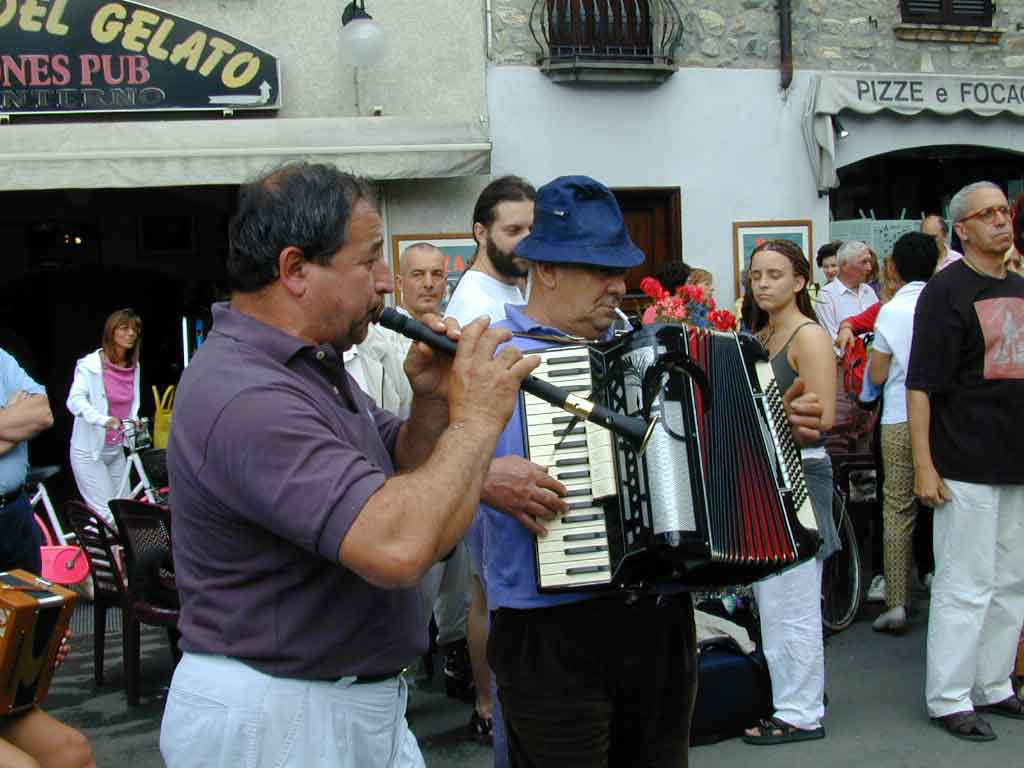
Straßenmusik in Bobbio, Emilia-Romagna: Ettore Losini („Bani“) spielt einen Piffero mit Hahnenschwanzfeder

Der Piffero (auch Piffaro) ist ein Doppelrohrblattinstrument, das in der norditalienischen Volksmusik gespielt wird. Es ist das Hauptinstrument der traditionellen Musik der Quattro Province, einer Region des Ligurischen Apennins nördlich von Genua, bestehend aus den vier Provinzen Pavia, Alessandria, Genua und Piacenza. Das auf g¹ gestimmte Instrument ist ein Abkömmling der mittelalterlichen Schalmei. Mit dem Piffero verwandt ist die in Sizilien beheimatete größere Bifora oder Pifara.
Traditionell wird der Piffero von der Müsa begleitet, dem Apennin-typischen Dudelsack. Im frühen 20. Jahrhundert wurde die Müsa weitgehend durch das Akkordeon ersetzt, das die Musiker vielseitiger fanden. Gegen Ende des 20. Jahrhunderts erfuhr der Dudelsack aber ein Comeback und der Piffero wird deshalb heutzutage häufig von einem oder beiden dieser Instrumente begleitet.
Einer der wenigen noch aktiven Instrumentenbauer ist Ettore Losini, genannt „Bani“, in Degara di Bobbio.

## Aufbau des Piffero

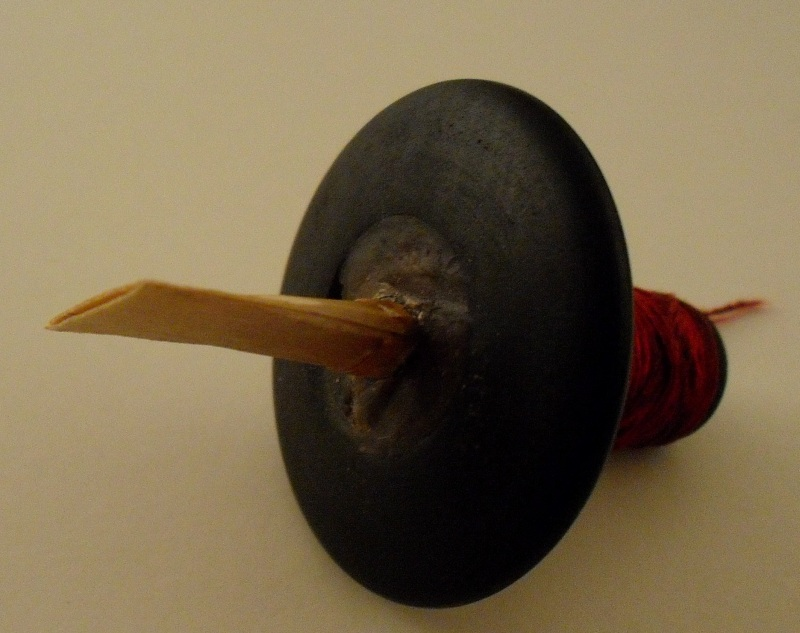
Doppelrohrblatt und Pirouette bilden das Mundstück

- Das Mundstück (ital. musotto) besteht aus der Pirouette, in der mit Wachs ein konisches Messingrohr mit dem tonerzeugenden Doppelrohrblatt eingeklebt ist.
- Der Korpus mit konischer Bohrung besitzt acht Tonlöcher. Das achte Loch befindet sich auf der Rückseite des Korpus und wird mit dem linken Daumen gespielt.
- Der Schallbecher (ital. campana) hat üblicherweise eine Bohrung für eine Hahnenschwanzfeder.
- Ein Messingring (ital. vera) sichert und verziert die Verbindung zwischen dem Korpus und Schallbecher.
- Hahnenschwanzfeder zur Reinigung des Doppelrohrblattes in Spielpausen und zur Dekoration.